# Vidre flotat
El  vidre flotat  consisteix en una planxa de vidre fabricada fent flotar el vidre fos sobre una capa d'estany fos. Aquest mètode proporciona al vidre un gruix uniforme i una superfície molt plana, per la qual cosa és el vidre més utilitzat en la construcció. Se'l denomina també vidre pla, tot i que no tots els vidres plans són vidres fabricats mitjançant el sistema de flotació.

## Història
El primer descobriment de vidre va aparèixer possiblement a Egipte aproximadament el 1500 anys AC, però va ser a Roma on va aparèixer la primera fàbrica, ja que, antigament, el vidre pla per a envidraments es fabricava mitjançant la tècnica del  bufat del vidre , obtenint peces cilíndriques de grans dimensions que, un cop tallades, s'aplanaven abans d'endurir. La major part del vidre emprat fins a principis del segle xix es fabricava d'aquesta manera. A partir d'aquesta època va començar a fabricar el vidre per extrusió,  estirant  entre uns cilindres de 2 a 2,5 metres de llarg i de 25 a 35 centímetres de diàmetre. Augmentant la distància entre els corrons, pels quals passava el vidre, s'obtenia un vidre de major grossor. Aquests mètodes originaven nombroses tares en el vidre, sent les més comunes les bombolles d'aire a l'interior del vidre ja refredat. Aquest procés de fabricació va ser patentat per Henry Bessemer el 1848.
La primera descripció de la tècnica «flotat» del vidre va aparèixer als Estats Units, el 1902, en una patent de W. E. Heal. Una variant d'aquest procés va aparèixer el 1925, ideada per Hitchcock. Entre 1953 i 1957 Sir Alastair Pilkington i Kenneth Bickerstaff, de l'empresa manufacturera britànica Pilkington Brothers, van desenvolupar la primera aplicació comercial reeixida d'aquestes patents, aconseguint formar una làmina contínua de vidre, abocant-lo sobre estany fos contingut en un gran dipòsit, on el vidre fluïa lateralment, sense obstacles, fins on li permetés la seva pròpia fluïdesa sota la influència de la gravetat i les tensions superficials.
Les primeres vendes amb beneficis es van aconseguir el 1960.

## Fabricació

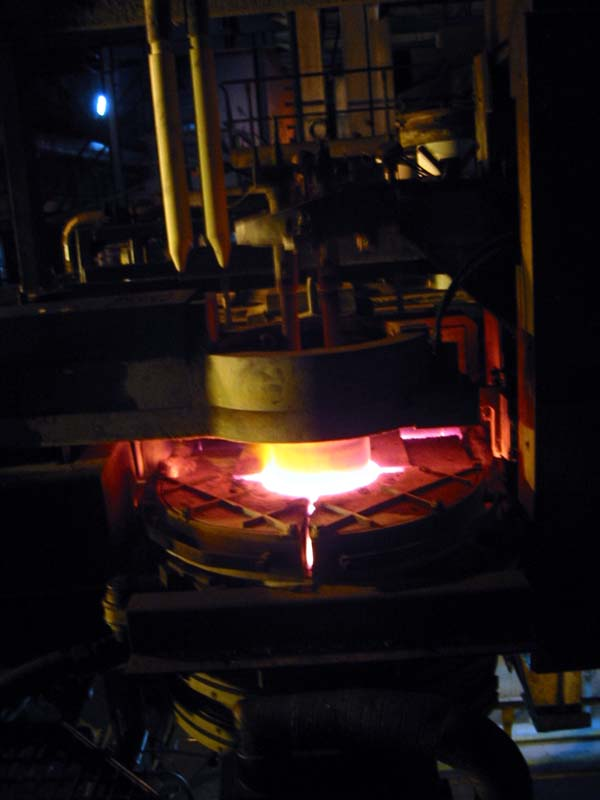
Alimentador d'un forn de vidre.

El vidre es fabrica a partir d'una barreja complexa de compostos vitrificants, com el sílice, fundents, com alguns àlcalis, i estabilitzants, com la calç. Aquestes matèries primeres es carreguen en el forn de cubeta (de producció contínua) mitjançant d'una tremuja. El forn s'escalfa amb cremadors de gas o petroli. La flama ha d'aconseguir una temperatura suficient, i per això l'aire de combustió s'escalfa en uns recuperadors construïts amb maons refractaris abans que arribi als cremadors.
El forn té dos recuperadores amb funcions que canvien cada vint minuts: el primer s'escalfa per contacte amb els gasos ardents mentre el segon proporciona la calor acumulada a l'aire de combustió. La barreja es fon (zona de fusió) a uns 1.500 °C i avança cap a la zona de refredament, on té lloc el recuit. A l'altre extrem del forn s'assoleix una temperatura de 1200-1800 °C.
El vidre fos cau per un canal en una piscina que conté estany fos, controlant la quantitat mitjançant d'una comporta de material refractari. Per evitar l'oxidació de l'estany, la cambra conté una atmosfera protectora composta d'hidrogen i nitrogen.
Mentre el vidre flueix per la piscina d'estany, la temperatura es redueix de manera que la planxa es va refredant i endurint.